# هاینر بالتس
هاینر بالتس (آلمانی: Heiner Baltes؛ زادهٔ ۱۹ اوت ۱۹۴۹) بازیکن فوتبال اهل آلمان بود.
از باشگاه‌هایی که در آن بازی کرده‌است می‌توان به باشگاه فوتبال فورتونا دوسلدورف اشاره کرد. وی به‌همراه تیم ملی فوتبال آلمان غربی در بازی‌های المپیک تابستانی ۱۹۷۲ شرکت کرده‌است.